# Baldassare Lauria
Baldassare Lauria (Alcamo, 1º settembre 1935) è un politico e chirurgo italiano ex senatore della Repubblica Italiana.

## Biografia
Lauria è originario di Alcamo, nelle provincia di Trapani, dove ha sempre vissuto; dopo aver frequentato il Liceo Classico, ha conseguito la laurea in medicina e si è specializzato in chirurgia. È stato primario del reparto di chirurgia dell'Ospedale di Alcamo, dove ha sempre operato.

### Attività politica
Nel 1996 è candidato al Senato con Forza Italia risultando eletto nel Collegio 2 della Sicilia (Mazara del Vallo) per la XIII legislatura. A Palazzo Madama è membro delle commissioni Agricoltura e produzione agroalimentare, Igiene e sanita, Territorio, ambiente, beni ambientali e della Commissione parlamentare per il parere al Governo sulla destinazione dei fondi per la ricostruzione del Belice.
Nel febbraio 1998 passa a Rinnovamento Italiano, poi nell'ottobre dello stesso aderisce all'UDR, che nella primavera 1999 lo porta a confluire nell'UDEUR di Clemente Mastella: per tale partito è vicecapogruppo al Senato fino al termine della Legislatura, nel 2001, quando si conclude la sua esperienza parlamentare.

## Controversie
Secondo quando dichiarato nel 2016 dal collaboratore di giustizia Armando Palmeri (uomo fidato del capomafia di Alcamo Vincenzo Milazzo), nel primo semestre del 1992, Baldassare Lauria accompagnò in tre incontri appositamente organizzati con il Milazzo, due uomini non meglio identificati appartenenti ai servizi segreti, alla vigilia della stagione stragista di Cosa Nostra, per ottenere la disponibilità da parte del boss di Alcamo Vincenzo Milazzo all'organizzazione degli attentati. Due di questi incontri avvennero presso due ville in Contrada Conza, presso Castellammare del Golfo (TP). Il terzo incontro avvenne presso la villa del senatore Ludovico Corrao, situata sul Monte Bonifato, ad Alcamo (TP).